# Opowiadania z Doliny Muminków
Opowiadania z Doliny Muminków (szw. Det osynliga barnet och andra berättelser, dosłownie Niewidzialne dziecko i inne historie) – zbiór opowiadań autorstwa Tove Jansson ze świata Muminków, po raz pierwszy wydany w 1962 r.

## Opowiadania

### Wiosenna piosenka
W trakcie jednej ze swoich wędrówek Włóczykij stara się napisać piosenkę. W zamiarze tym przeszkadza mu nieznane stworzenie, dobrze znające zarówno Włóczykija, jak i Muminka.

### Straszna historia
Homek o bardzo bogatej wyobraźni próbuje przekonać swoich rodziców, że jego młodszy brat został zjedzony przez węża. Ojciec Homka postanawia oduczyć go zmyślania.

### O Filifionce, która wierzyła w katastrofy
Mieszkająca nad brzegiem morza Filifionka żyje w przeczuciu zbliżającej się, bliżej nieokreślonej katastrofy. Bezskutecznie próbuje wytłumaczyć swoje przekonania jedynej przyjaciółce, Gapsie.

### Historia o ostatnim smoku na świecie
Muminek przypadkowo łowi w stawku malutkiego smoka. Traktuje go jako swoje zwierzątko domowe, ale stworzenie zdaje się preferować towarzystwo Włóczykija.

### O Paszczaku, który kochał ciszę
Pracujący w lunaparku Paszczak pragnie przejść na emeryturę, by w ciszy i spokoju spełnić swoje marzenie o budowie najpiękniejszego domku dla lalek.

### Opowiadanie o niewidzialnym dziecku
Pewnego dnia w domu Muminków zjawia się Too-tiki, której towarzyszy Nini – niewidzialna dziewczynka. Too-tiki liczy na to, że Muminki będą w stanie sprawić, by dziecko znów stało się widzialne.

### Tajemnica Hatifnatów
Tatuś Muminka wybiera się na samotną wędrówkę. W jej trakcie spotyka Hatifnatów i towarzyszy im w rejsie na ich wyspę.

### Cedryk
Namówiony przez Muminka Ryjek oddaje córce Gapsy swoją ulubioną zabawkę – pluszowego pieska o imieniu Cedryk. Chcąc pocieszyć żałującego swojej decyzji Ryjka, Włóczykij opowiada mu historię o swojej krewnej.

### Choinka
Wybudzona z zimowego snu rodzina Muminków i Panna Migotka obserwują mieszkańców Doliny Muminków, szykujących się do wigilii.